# 道爾頓城 (伊利諾伊州)
道爾頓城（英語：Dalton City）是位於美國伊利諾伊州莫爾特里縣的一個村落。

## 地理
道爾頓城的座標為39°42′49″N 88°48′20″W / 39.71361°N 88.80556°W，而該地最高點為海拔高度209米（即686英尺）。

## 人口
根據2010年美國人口普查的數據，道爾頓城的面積為1.59平方千米，當中陸地面積為1.58平方千米，而水域面積為0.01平方千米。當地共有人口545人，而人口密度為每平方千米342人。